# Quark u
El quark u, representat internacionalment pel símbol u, és un dels sis aromes o classes de quarks, essent el més lleuger i hom el troba, juntament amb el quark d, en els protons i els neutrons. Per tant, és una de les partícules fonamentals de la matèria (la major part de la qual, és a dir, tota, excepte les partícules mediadores de les quatre interaccions fonamentals, està formada per quarks i leptons). Es caracteritza per tenir una càrrega elèctrica fraccionària de +2/3 de la càrrega elemental, un isoespín feble (isoespín a la força nuclear feble) de +1/2 i una aroma de +1/2. La seva antipartícula és l'antiquark u, que té el color complementari (o anticolor) al quark u.
La mida dels protons i neutrons és de l'ordre d'un femtòmetre (10−15 m), i la mida del quark u és mil vegades inferior, de l'ordre dels 10−18 m. Tot i que la seva massa no es pot conèixer amb completa certesa a causa que no es pot aïllar un quark, ja que els quarks sempre estan confinats amb altres quarks, s'accepta un valor de 2,16 ± 0,07 MeV/c². Nogensmenys sí que se sap que és el quark que té una massa més baixa (el següent és el quark d amb 4,70 ± 0,07 MeV/c2). Les estimacions de les masses no estan exemptes de controvèrsia i continuen sent objecte d'investigació activa. Dins de la literatura hi ha fins i tot suggeriments que el quark u podria no tenir massa.
El nom «quark u» prové de la inicial del nom en anglès quark up ‘quark amunt o quark dalt’. En català no s'accepta el nom «quark amunt» o «quark dalt».
El quark u, i el quark d, són els dos quarks de primera generació, més estables que els altres i que es van mantenir més d'un segon després del big-bang, tot i que sempre agrupats en hadrons, com per exemple protons o neutrons. Com els altres quarks, el quark u té càrrega de color: “vermella”, “verda” o “blava”; i és sensible a la força nuclear forta portada per gluons. Un protó, per exemple, està format per dos quarks u i un d, mentre que un neutró ho és per un u i dos d. Les masses del protó i del neutró són semblants, cosa que fa que es comportin de manera essencialment igual davant de les forces nuclears fortes.

## Transformacions
La desintegració dels hadrons per la interacció nuclear feble es pot veure com un procés de desintegració dels seus quarks constituents. Hi ha un patró d'aquestes desintegracions de quarks: un quark de càrrega +2/3 (u, c, t) sempre es transforma en un quark de càrrega –1/3 (d, s, b) i viceversa. El motiu és que la transformació es produeix mitjançant l'intercanvi de bosons W+ o W–, que ha de canviar la càrrega elèctrica en una unitat de càrrega elemental.

### Desintegració quark d → quark u

Diagrama de Feynman de la desintegració β^{–}. El temps avança cap a dalt.

Un quark d pot donar lloc a un quark u per acció de la força nuclear feble. És el fenomen que es produeix en la desintegració β– on un neutró es transforma en un protó amb emissió d'un bosó W– que, tot seguit, es desintegra en un electró i un antineutrí electrònic:
{\displaystyle n\longrightarrow p^{+}+e^{-}+{\bar {\nu _{e}}}}
En el neutró un dels seus quarks d es transforma en un quark u per l'acció del bosó intermediari W–. El neutró passa a ser un protó:
{\displaystyle d\longrightarrow u+W^{-}\longrightarrow u+e^{-}+{\bar {\nu _{e}}}}

### Desintegració quark u → quark d

Diagrama de Feynman de la desintegració β^{+}. El temps avança cap a dalt.

Per altra banda, un quark u pot transformar-se en un quark d. És el cas que es dona en una desintegració β+. Mitjançant l'intercanvi del bosó W+ un quark u es transforma en un quark d; el bosó W+ es desintegra immediatament en un positró i un neutrí electrònic:
{\displaystyle p^{+}\longrightarrow n+e^{+}+\nu _{e}}o bé:{\displaystyle u\longrightarrow d+W^{+}\longrightarrow d+e^{+}+\nu _{e}}
Però és molt menys comuna aquesta transformació que l'emissió β− normal des de n → p a través d'un W− perquè el neutró és més pesat que el protó: la desintegració p → n només pot ocórrer si la resta del nucli subministra prou energia. També es pot explicar a partir de les desintegracions dels quarks que sempre són en sentit de major a menor massa. Per tant, el procés espontani és quark d → quark u, i no el contrari.
La desintegració del quark u és important en el cicle protó-protó de la fusió nuclear. En el procés de fusió protó-protó, el deuteri es produeix per la interacció feble en una transformació de quarks u en quarks d que converteixen un dels protons en un neutró.

### Altres desintegracions

Diagrama de Feynman que recull les quatre desintegracions més importants del leptó tau.

En les desintegracions d'altres barions es produeixen transformacions d'altres quarks en el qual u. Per exemple, un barió Λ0, format pels quarks uds, es desintegra en un protó i un pió π–. En el barió Λ0 un quark s es desintegra en un quark u mitjançant l'emissió d'un bosó W–, mediador de la força nuclear feble. Aquest bosó vectorial tot seguit es desintegra en un quark d i un antiquark u, que formen un pió π–.
També hi ha leptons que es desintegren i donen lloc al quark d. La desintegració del tauó pot donar lloc a diferents partícules. La desintegració més important, el 25,49 % de les vegades, produeix dos pions i un neutrí tauònic (el neutrí associat al tauó). És l'únic leptó, gràcies a la seva elevada massa, que pot desintegrar-se donant lloc a hadrons, especialment pions o mesons {\displaystyle \pi } i, per tant, també és l'únic leptó que pot desintegrar-se en quarks. El pió π– està constituït per la parella ud, el pió π0 està format per la parella uu o per la parella dd:
{\displaystyle \tau ^{-}\longrightarrow \pi ^{-}+\pi ^{0}+\nu _{\tau }}

## Història

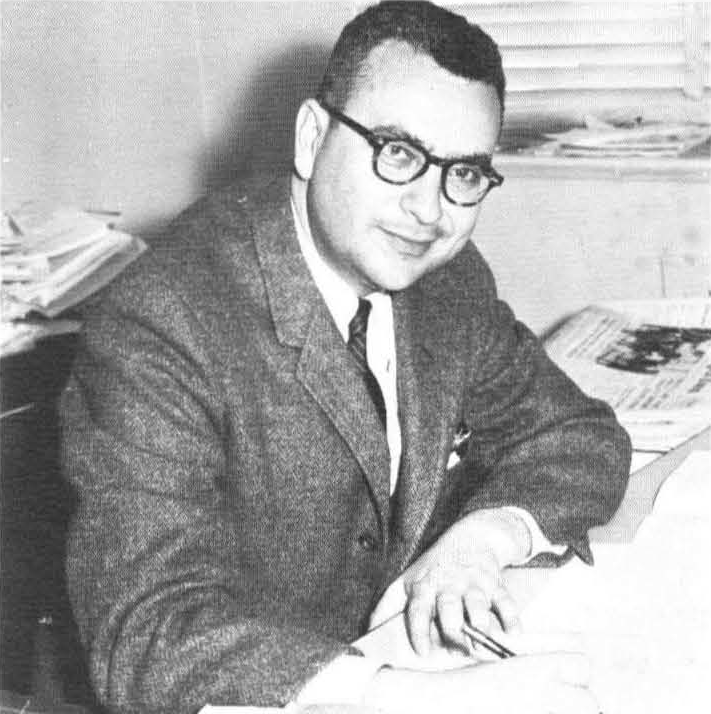
Murray Gell-Mann el 1965.

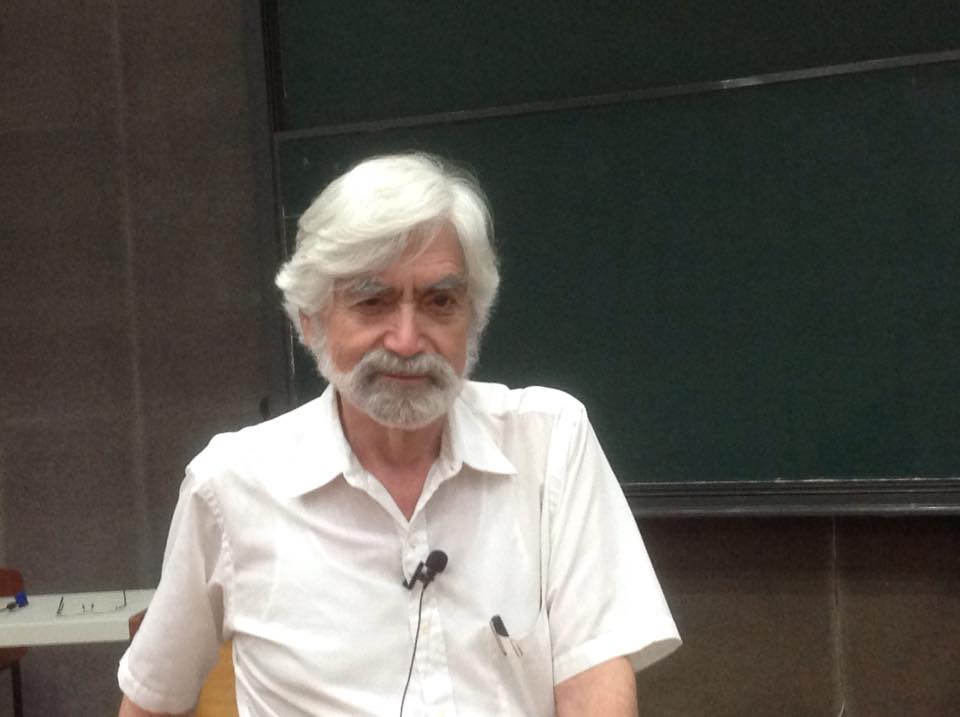
George Zweig el 2015.

L'existència dels quarks fou postulada per primera vegada, i de forma independent, pels físics estatunidencs Murray Gell-Mann (1929-2019) i George Zweig (1937) l'any 1964, en desenvolupar el model de quarks, amb aleshores només tres d'aquests. En l'època en què Gell-Mann i Zweig formularen les seves propostes, el catàleg de partícules subatòmiques conegudes s'havia expandit des de les tres fonamentals de 1932 —l'electró, el protó i el neutró— fins a abastar la majoria dels hadrons estables i una plètora creixent de ressonàncies de curta durada, a més del muó i de dos tipus de neutrins. Resultava veritablement sorprenent que la proliferació aparent d'hadrons pogués explicar-se a partir de només tres blocs constitutius fonamentals. No obstant això, aquesta possibilitat requeria que aquests components elementals —els quarks— presentessin certes propietats peculiars.
Aquestes propietats eren fins a tal punt insòlites que, durant diversos anys, persistí la incertesa sobre si els quarks constituïen entitats físiques reals o si eren, simplement, un artifici matemàtic convenient. Per exemple, els quarks havien de posseir càrregues elèctriques inferiors a la càrrega elemental {\displaystyle e}. En concret de +⅔{\displaystyle e} o −⅓{\displaystyle e}, un fet que teòricament hauria de ser fàcilment detectable amb certs tipus d'instruments. Tanmateix, les exhaustives recerques dutes a terme, tant en l'estudi dels raigs còsmics com mitjançant l'ús d'acceleradors de partícules, mai havien aportat proves concloents de l'existència d'aquest tipus de càrrega fraccionària. Això no obstant, cap a mitjan dècada de 1970, una dècada després de la postulació inicial dels quarks, la comunitat científica havia acumulat un corpus substancial d'evidències que demostraven la seva existència real; si bé indicaven que aquests romanen confinats en l'interior dels hadrons individuals, de manera que els és impossible manifestar-se com a entitats lliures. Gell-Mann anomenà els dos quarks que proposà com a constituents del protó com a «up» ‘amunt’ i «down» ‘avall’, que són les direccions de l'isoespín.
El 1967, hom els captà per primera vegada en experiments portats a terme al Centre de l'Accelerador Linear de Stanford (en anglès, Stanford Linear Accelerator Center, SLAC), un laboratori de la Universitat Stanford. Aquestes proves experimentals sorgiren d'experiments on feixos d'electrons, muons o neutrins incidien sobre protons i neutrons presents en diversos materials diana, com ara l'hidrogen (constituït exclusivament per protons), el deuteri, el carboni i l'alumini. Les partícules incidents utilitzades eren totes leptons, partícules que no experimenten la interacció nuclear forta i de les quals ja es coneixia, en aquella època, que posseïen dimensions molt inferiors a les dels nuclis atòmics que s'estaven sondejant. La dispersió resultant de les partícules del feix, causada per les interaccions en el si del blanc, demostrà de manera inequívoca que els protons i els neutrons són estructures complexes que contenen constituents puntuals i sense estructura interna aparent. Els experiments van revelar, a més, que aquestes partícules poden posseir, efectivament, càrregues elèctriques fraccionàries de +⅔{\displaystyle e} o −⅓{\displaystyle e}, la qual cosa va corroborar una de les prediccions més sorprenents del model de quarks. El 1990 foren guardonats amb el Premi Nobel de Física els investigadors Henry W. Kendall (1926-1999), Jerome I. Friedman (1930) i Richard E. Taylor (1929-2018) per aquest descobriment.

Estructura del neutró.

## Partícules que contenen el quark u

Estructura del barió Λ^{0}.

Estructura del pió π^{+}.

| Partícula | Símbol | Composició | Massa en repòs (MeV/c2) | Espín | Isoespín I | Encant C | Estranyesa S | Vida mitjana (s) |
| --------- | ------ | ---------- | ----------------------- | ----- | ---------- | -------- | ------------ | ---------------- |
| Protó     | p      | uud        | 938,3                   | 1/2   | 1/2        | 0        | 0            | ∞                |
| Neutró    | n      | ddu        | 939,6                   | 1/2   | 1/2        | 0        | 0            | 878,4            |
| Lambda    | Λ0     | uds        | 1 115,7                 | 1/2   | 0          | 0        | -1           | 2,6 × 10–10      |
| Sigma     | Σ+     | uus        | 1 189,4                 | 1/2   | 1          | 0        | -1           | 8,0 × 10–11      |
| Sigma     | Σ0     | uds        | 1 192,6                 | 1/2   | 1          | 0        | -1           | 7,4 × 10–20      |
| Delta     | Δ++    | uuu        | 1 232                   | 3/2   | 3/2        | 0        | 0            | 6,0 × 10–24      |
| Delta     | Δ+     | uud        | 1 232                   | 3/2   | 3/2        | 0        | 0            | 6,0 × 10–24      |
| Delta     | Δ0     | udd        | 1 232                   | 3/2   | 3/2        | 0        | 0            | 6,0 × 10–24      |
| Xi        | Ξ0     | uss        | 1 314,9                 | 1/2   | 1/2        | 0        | -2           | 2,9 × 10–10      |
| Lambda    | Λc+    | udc        | 2 286,4                 | 1/2   | 0          | +1       | 0            | 2,0 × 10–13      |

| Partícula | Símbol | Composició        | Massa en repòs (MeV/c2) | Estranyesa S | Encant C | Bellesa B | Vida mitjana (s) |
| --------- | ------ | ----------------- | ----------------------- | ------------ | -------- | --------- | ---------------- |
| Pió       | π+     | ud                | 139,6                   | 0            | 0        | 0         | 2,6 × 10–8       |
| Pió       | π0     | (uu - dd)/2½      | 135,0                   | 0            | 0        | 0         | 8,4 × 10–17      |
| Kaó       | K+     | us                | 493,7                   | 1            | 0        | 0         | 1,2 × 10–8       |
| Eta       | η0     | (uu + dd - ss)/6½ | 547,9                   | 0            | 0        | 0         | <10–18           |
| Rho       | ρ+     | ud                | 770                     | 0            | 0        | 0         | 4,0 × 10–24      |
| Rho       | ρ0     | u, dd             | 770                     | 0            | 0        | 0         | 4,0 × 10–24      |
| Omega     | ω0     | u, dd             | 782                     | 0            | 0        | 0         | 8,0 × 10–23      |
| D         | D0     | cu                | 1 864,6                 | 0            | 1        | 0         | 4,2 × 10–13      |
| B         | B+     | ub                | 5 279                   | 0            | 0        | -1        | 1,5 × 10–12      |
| B         | B–     | bu                | 5 279                   | 0            | 0        | -1        | 1,5 × 10–12      |